# Dölsach
Dölsach é um município da Áustria, situado no distrito de Lienz, no estado do Tirol. Tem 24,17 km² de área e sua população em 2019 foi estimada em 2.333 habitantes.